# Myst IV: Revelation
Myst 4: Revelation — комп'ютерна гра у жанрі графічного квеста, четверта за рахунком у серії Myst. Розроблено студією Ubisoft Montreal та видана компанією Ubisoft.

## Ігровий процес
Переміщення по ігровому світу відбувається приблизно так само, як і в попередній грі серії. Гравець подорожує по світах, клацаючи по пререндерним фоновим зображенням і використовуючи 360-градусний панорамний огляд. Однак у попередніх іграх серії світи виглядали статичними, відновлення в них вносилося лише за рахунок відеовставок і скриптових сцен. У четвертій частині гри розробники перевернули звичну технологію з ніг на голову, змусивши світи виглядати по-справжньому живими навіть у масштабах використання 2D-графіки: тут колишеться вода, під дією вітру розгойдуються дерева, по небу пливуть хмари, багато ефектів відбуваються в реальному часі. Інтерактивність також зробила великий крок вперед: з багатьма тваринами — будь то бабка, жаба або що-небудь побільше — можна взаємодіяти, при торканні предметів можна почути характерний для кожного з них звук, під час програвання відеовставок гравцеві дозволяють рухатися в певних межах.
Інші ключові нововведення такі:
- «Амулет пам'яті» — за допомогою його гравець може бачити події, що відбувалися в недалекому минулому з предметами, поряд з якими він у поточний момент перебуває.
- Покращуваний Zip-режим — дозволяє переміщатися, минаючи кілька локацій.
- Фотоапарат — дозволяє робити знімки навколишнього середовища, будь то важливі записи в книгах або просто гарні краєвиди. Допомагає практично повністю відмовитися від використання олівця й паперу під час гри.
- Трирівнева система підказок — якщо рішення головоломки дається важко, є можливість скористатися допомогою.

## Сюжет
Гра оповідає про події, що відбуваються через десять років після подій Myst 3: Exile. Атрус (Atrus) посилаєСтраннику (Stranger) лист, у якому дякує свого друга за все, що він для нього зробив, і просить прибути до нього знову. Причина чергового виклику — дві книги-в'язниці, синя і червона, в які укладені сини Атруса, Сиррус (Sirrus) і Ахенар (Achenar). Катерина (Catherine), дружина Атруса, вважає, що двадцять років, які її сини провели в ув'язненні, повинні були виправити їх, тому необхідно дати братам свободу. Однак сам Атрус не впевнений в цьому, тому він викликає свого друга, маючи намір дати йому важливе доручення: відвідати світи-в'язниці і подивитися, що в них відбувається.
У процесі своїх мандрів Мандрівник дізнається, що брати вже деякий час знаходяться на волі, що характер у них анітрохи не змінився і що вони готові мстити своєму батькові. Крім того, вони вплутуються в свої мерзенні справи Йешу (Yeesha), дочка Атруса, викрадаючи її. Зупинити братів, врятувати дівчинку — ось основні цілі, червоною ниткою проходять крізь низку таємничих і шалено красивих світів.
У грі присутні дві альтернативні кінцівки.

## Світи
Гравцеві належить відвідати наступні світи:
- Tomahna — будинок Атруса, Катерини та Йеши, розташований у пустелі штату Нью-Мексико.
- Haven — світ-тюрма, тут містився Ахенар в покарання за злочини, вчинені в інших світах.
- Spire — світ-тюрма, тут за численні провини довгий час відбував покарання Сиррус.
- Serenia — світ снів, створений Катериною. Тут відбувається розв'язка гри.

## Критичні відгуки та рецензії
- Рецензія в журналі Game.EXE
- Рецензія в журналі «Ігроманія» [Архівовано 18 березня 2009 у Wayback Machine.]
- Рецензія в журналі «PC Ігри» [Архівовано 27 вересня 2007 у Wayback Machine.]
- Рецензія на сайті Absolute Games [Архівовано 18 серпня 2011 у Wayback Machine.]
- Відгуки та рецензії на сайті Moby Games (англійською) . Архів оригіналу за 26 лютого 2012. Процитовано 17 березня 2011.

## Цікаві факти
- Myst 4: Revelation — перша гра на PC, яка була випущена виключно на DVD-носіях. На думку розробників, такий крок має призвести до популяризації DVD-ROM-формату в ігровій індустрії, аналогічно тому, як колись Myst привів до популяризації формату CD-ROM. Сенсу робити CD-версію гри не було, так як вмістилася б вона тільки на дванадцяти компакт-дисках.[3]
- Відомий англійський музикант Пітер Гебріел записав для гри композицію під назвою Dreamworld, яка звучить під час занурення гравця у світ снів.

## Цитати
1. ↑  Good Old Games — 2008.
2. 1 2 3 4 5 6 7  Steam — 2003.
3. ↑  Miller, Jennifer and Sluganski, Randy: "Myst IV Revelation Q&A - Genevieve Lord, producer [Архівовано 29 березня 2008 у Wayback Machine.]", Just Adventure, 2004